# Magion–4
A Magion–4 (Magion: MAGnetosféra a IONosféra) cseh ionoszféra- és magnetoszféra-kutató mikroműhold.

## Küldetés
Feladata a földi követő egységek optikai és elektronikai – antennatesztek végzése – ellenőrzésének elősegítése, illetve műszereinek mért adatait digitális úton átjátszani a vevő egységbe. Feladata és műszerezettsége megegyezett a Magion–5 műholdéval.

## Jellemzői
1995. augusztus 2-án a Pleszeck űrrepülőtérről Molnyija–M hordozórakétával indították Föld körüli, közeli körpályára. Az Intyerbol–1 volt a hordozó egysége, parkolópályájának adatai: indulópályája 91,6 perces, 63,82 fokos hajlásszögű, elliptikus pálya perigeuma 506 kilométer, apogeuma 193 064 kilométer volt. Szolgálati ideje alatt többször változtatott pályaelemet. Energiaellátását akkumulátorok és napelemek összehangolt egysége biztosította. Hasznos tömege 1250 kilogramm. Aktív szolgálati idejét 2000. október 16-án 5 év 21 nap után befejezve, a Föld légkörébe érve elégett.
1995. augusztus 3-án, indítás után 9 óra 21 perccel elvált az Intyerbol–1-től, önálló feladatokat hajtott végre. Gázsugár-fúvókák tették lehetővé a műhold pályaelemeinek változtatását. Gázfúvókái segítségével több alkalommal kisebb pályakorrekciót végzett – egyszerű manőverezésre alkalmas egység volt. Az orbitális egység alappályája 96,4 perces, 83 fokos hajlásszögű, elliptikus pálya-perigeuma 404 kilométer, apogeuma 191 762 kilométer volt. Utolsó manőverének pályaelemei 90,9 órás, 70,34 fokos hajlásszögű elliptikus pálya, perigeuma 17 068 kilométer, apogeuma 175 449 kilométer volt. Hasznos tömege 58,7 kilogramm. Pályaelemei végtelen (!) élettartamot biztosítottak.
Kutatási területei a napszél-energia mérése a magnetoszférában, a magnetoszféra hatása az ionoszférára és a földi légkörre. A sarki fény hatásmechanizmusának feltérképezése. A tudományos egység 8-10 különböző – vizsgálati  területekre jellemző – műszerrel rendelkezett. Háromtengelyes helyzetstabilizációt alkalmaztak.